# Rubes Piccinelli
Rubes Piccinelli (Brescia, 2 maggio 1972) è un comico e cabarettista italiano.

## Biografia
Rubes Piccinelli è cresciuto in un piccolo centro in Valle Sabbia, in provincia di Brescia, Barghe. Inizia la propria carriera artistica a fine anni novanta. Nel 2001 vince il Premio del pubblico ed è secondo classificato al Festival Nazionale del Cabaret di Torino.
Nel 2003 fa le prime apparizioni televisive partecipando a Zelig Off su Italia 1 e nel 2004 a MTV Comedy Lab sull'emittente televisiva MTV. Presenza fissa nel laboratorio artistico di Zelig, negli anni successivi fa parte del cast dei comici di Zelig e Colorado in onda in prima serata su Italia 1 e Canale 5.
Nel 2007 recita nello spettacolo ideato insieme a Carlo Turati ed Antonello Taurino, Teatro senza conflitto. Nei successivi due anni lo stesso viene proposto in prima serata su Canale 5 nella trasmissione Zelig Arcimboldi.
Nel 2011 la casa editrice Cairo pubblica Romanzaccio provinciale, il suo primo romanzo. A nove anni di distanza esce il suo secondo romanzo, Carriera di un somaro. Alcune delle sue battute sono contenute nel libro Le cicale e le formiche di Gino e Michele. Nel 2012 è autore e attore, insieme a Raffaele D'Ambrosio ed Herbert Cioffi, dello spettacolo comico teatrale Locanda Giubertoni.
È l'inviato tifoso del Brescia Calcio della trasmissione B come Sabato, andata in onda su Rai 2 nella stagione 2018/19. Nel settembre 2021 presenta a Bergamo, in coppia con l'attrice Elena Vanni, le serate finali del concorso nazionale Musica da Bere.
Ballerino dilettante, ha anche trascorsi calcistici a livello amatoriale nel ruolo di terzino sinistro. Non è sposato.

## Televisione
- Zelig (2003-in corso)
- Zelig Off (2003-2009)
- MTV Comedy Lab (2004)
- Zelig Circus (2005 e 2006)
- Zelig Arcimboldi (2007-2009)
- Colorado (2013-2019)
- B come Sabato (2018)

## Teatro
- Teatro senza conflitto (2007)
- Locanda Giubertoni (2012)[5]
- Cabarettificio di Cantù (2013-in corso)
- Volevamo fare le rockstar (2015)[9]

## Libri
- Romanzaccio provinciale, Cairo Editore, 2011.
- Carriera di un somaro, Le Mezzelane, 2020.

## Riconoscimenti
- Festival Nazionale del Cabaret
  - 2001 – Premio del pubblico[1]